# Campeonato Mundial de Biatlón de 2016
El LI Campeonato Mundial de Biatlón se celebró en Oslo (Noruega) entre el 3 y el 13 de febrero de 2016 bajo la organización de la Unión Internacional de Biatlón (IBU) y la Federación Noruega de Biatlón.
Las competiciones se realizaron en el Centro Nacional de Holmenkollen, ubicado al norte de la capital noruega.

## Resultados

### Masculino
| Evento                        | Oro                                                                                                 | Plata                                                                             | Bronce                                                                        |
| ----------------------------- | --------------------------------------------------------------------------------------------------- | --------------------------------------------------------------------------------- | ----------------------------------------------------------------------------- |
| 10 km velocidad (05.03)       | Martin Fourcade Francia 25:35,4                                                                     | Ole Einar Bjørndalen · Noruega · 26:02,3                                          | Serhi Semenov · Ucrania · 26:03,0                                             |
| 20 km individual (10.03)      | Martin Fourcade Francia 49:13,9                                                                     | Dominik Landertinger · Austria · 49:19,0                                          | Simon Eder · Austria · 49:28,3                                                |
| 12,5 km persecución (06.03)   | Martin Fourcade Francia 32:56,5                                                                     | Ole Einar Bjørndalen · Noruega · 33:16,6                                          | Emil Hegle Svendsen · Noruega · 33:27,7                                       |
| 15 km salida en grupo (13.03) | Johannes Thingnes Bø · Noruega · 37:05,1                                                            | Martin Fourcade Francia 37:07,9                                                   | Ole Einar Bjørndalen · Noruega · 37:11,8                                      |
| Relevos 4 × 7,5 km (12.03)    | Noruega · Ole Einar Bjørndalen · Tarjei Bø · Johannes Thingnes Bø · Emil Hegle Svendsen · 1:13:16,8 | Alemania · Erik Lesser · Benedikt Doll · Arnd Peiffer · Simon Schempp · 1:13:28,3 | Canadá · Christian Gow · Nathan Smith · Scott Gow · Brendan Green · 1:13:40,2 |

### Femenino
| Evento                          | Oro                                                                                         | Plata                                                                              | Bronce                                                                                                |
| ------------------------------- | ------------------------------------------------------------------------------------------- | ---------------------------------------------------------------------------------- | --- |
| 7,5 km velocidad (05.03)        | Tiril Eckhoff · Noruega · 21:10,8                                                           | Marie Dorin-Habert Francia 21:25,8                                                 | Laura Dahlmeier · Alemania · 21:30,6                                                                  |
| 15 km individual (09.03)        | Marie Dorin-Habert Francia 44:02,8                                                          | Anaïs Bescond Francia 44:15,0                                                      | Laura Dahlmeier · Alemania · 45:20,6                                                                  |
| 10 km persecución (06.03)       | Laura Dahlmeier · Alemania · 30:49,2                                                        | Dorothea Wierer · Italia · 31:37,5                                                 | Marie Dorin-Habert Francia 31:46,5                                                                    |
| 12,5 km salida en grupo (13.03) | Marie Dorin-Habert Francia 35:28,5                                                          | Laura Dahlmeier · Alemania · 35:35,8                                               | Kaisa Mäkäräinen · Finlandia · 35:36,6                                                                |
| Relevos 4 × 6 km (11.03)        | Noruega · Synnøve Solemdal · Fanny Horn Birkeland · Tiril Eckhoff · Marte Olsbu · 1:07:10,0 | Francia Justine Braisaz Anaïs Bescond Anaïs Chevalier Marie Dorin-Habert 1:07:15,3 | Alemania · Franziska Preuß · Franziska Hildebrand · Maren Hammerschmidt · Laura Dahlmeier · 1:07:38,6 |

### Mixto
| Evento                                | Oro                                                                                       | Plata                                                                                        | Bronce                                                                               |
| ------------------------------------- | ----------------------------------------------------------------------------------------- | -------------------------------------------------------------------------------------------- | ------------------------------------------------------------------------------------ |
| Relevos 2 × 6 km + 2 × 7,5 km (03.03) | Francia Anaïs Bescond Marie Dorin-Habert Quentin Fillon Maillet Martin Fourcade 1:14:01,0 | Alemania · Franziska Preuß · Franziska Hildebrand · Arnd Peiffer · Simon Schempp · 1:14:05,3 | Noruega · Marte Olsbu · Tiril Eckhoff · Johannes Thingnes Bø · Tarjei Bø · 1:14:15,4 |

## Medallero
| Núm. | País      | Oro | Plata | Bronce | Total |
| ---- | --------- | --- | ----- | ------ | ----- |
| 1    | Francia   | 6   | 4     | 1      | 11    |
| 2    | Noruega   | 4   | 2     | 3      | 9     |
| 3    | Alemania  | 1   | 3     | 3      | 7     |
| 4    | Austria   | 0   | 1     | 1      | 2     |
| 5    | Italia    | 0   | 1     | 0      | 1     |
| 6    | Canadá    | 0   | 0     | 1      | 1     |
| 6    | Finlandia | 0   | 0     | 1      | 1     |
| 6    | Ucrania   | 0   | 0     | 1      | 1     |
|      | TOTAL     | 11  | 11    | 11     | 33    |